# R. G. Springsteen
Pour les articles homonymes, voir Springsteen (homonymie).
R. G. Springsteen (né le 8 septembre 1904 à Tacoma, dans l'État de Washington aux États-Unis et mort le 9 décembre 1989 à Los Angeles, en Californie) est un réalisateur, scénariste et producteur américain.

## Filmographie

### Comme réalisateur

#### Cinéma
- 1945 : Marshal of Laredo (en)
- 1945 : Colorado Pioneers (en)
- 1945 : Wagon Wheels Westward (en)
- 1946 : California Gold Rush (en)
- 1946 : Sheriff of Redwood Valley (en)
- 1946 : Home on the Range (en)
- 1946 : Sun Valley Cyclone (en)
- 1946 : Man from Rainbow Valley (en)
- 1946 : Conquest of Cheyenne (en)
- 1946 : Santa Fe Uprising (en)
- 1946 : Stagecoach to Denver (en)
- 1947 : Vigilantes of Boomtown (en)
- 1947 : Homesteaders of Paradise Valley (en)
- 1947 : Oregon Trail Scouts (en)
- 1947 : Rustlers of Devil's Canyon (en)
- 1947 : Marshal of Cripple Creek (en)
- 1947 : Along the Oregon Trail (en)
- 1947 : Under Colorado Skies (en)
- 1948 : The Main Street Kid (en)
- 1948 : Heart of Virginia (en)
- 1948 : Secret Service Investigator (en)
- 1948 : Out of the Storm (en)
- 1948 : Son of God's Country (en)
- 1948 : Sundown in Santa Fe (en)
- 1948 : Renegades of Sonora (en)
- 1949 : Sheriff of Wichita (en)
- 1949 : Death Valley Gunfighter (en)
- 1949 : Hellfire (en)
- 1949 : The Red Menace (en)
- 1949 : Flame of Youth (en)
- 1949 : Navajo Trail Raiders (en)
- 1950 : Singing Guns
- 1950 : Belle of Old Mexico (en)
- 1950 : Harbor of Missing Men (en)
- 1950 : The Arizona Cowboy (en)
- 1950 : Hills of Oklahoma (it)
- 1950 : Covered Wagon Raid (en)
- 1950 : Frisco Tornado (en)
- 1951 : Million Dollar Pursuit (en)
- 1951 : Honeychile (en)
- 1951 : Street Bandits (en)
- 1952 : Oklahoma Annie (en)
- 1952 : The Fabulous Senorita (en)
- 1952 : Marins et marraines (en) (Gobs and Gals)
- 1952 : Tropical Heat Wave (en)
- 1952 : Le Shérif de Tombstone (Toughest Man in Arizona)
- 1953 : A Perilous Journey (en)
- 1953 : Geraldine (en)
- 1955 : I Cover the Underworld (en)
- 1955 : Track the Man Down (en)
- 1955 : Double Jeopardy
- 1955 : Les Trafiquants de la channel (en) (Cross Channel)
- 1955 : Secret Venture (en)
- 1956 : Celui qu'on n'attendait plus (Come Next Spring)
- 1956 : Le tueur aux aguets (en) (When Gangland Strikes)
- 1957 : Affair in Reno (en)
- 1958 : Le Desperado des plaines (Cole Younger, Gunfighter)
- 1958 : La Révolte est pour minuit (en) (Revolt in the Big House)
- 1959 : Le Roi des Chevaux sauvages (en) (King of the Wild Stallions)
- 1959 : Les Feux de la bataille (en) (Battle Flame)
- 1961 : Operation Eichmann (pl)
- 1963 : Le Collier de fer (Showdown)
- 1964 : La Valse des Colts (en) (He Rides Tall)
- 1964 : La Patrouille de la violence (Bullet for a Badman)
- 1964 : Cinq Mille Dollars mort ou vif (Taggart)
- 1965 : Les Éperons noirs (Black Spurs)
- 1966 : Sur la piste des Apaches (Apache Uprising)
- 1966 : Toute la ville est coupable (Johnny Reno)
- 1966 : La Loi des hors-la-loi (en) (Waco)
- 1967 : Fort Bastion ne répond plus (Red Tomahawk)
- 1967 : Hostile Guns (en)
- 1968 : Tiger by the Tail

#### Télévision
- 1957 : The Hardy Boys (série)
- 1957 : La Grande Caravane (Wagon Train) (série)
- 1959 : Gunsmoke (Gunsmoke) (série)
- 1960-1961 : Rawhide (Rawhide) (série)
- 1959 : Au nom de la loi (Wanted: Dead or Alive)
- 1961 : Réglements de comptes à Black Horse Canyon (Gunfight at Black Horse Canyon)

### Comme scénariste
- 1951 : Honeychile (en) (non crédité)

### Comme producteur
- 1945 : Phantom of the Plains (en) de Lesley Selander